# Mariä Himmelfahrt (Mariaort)

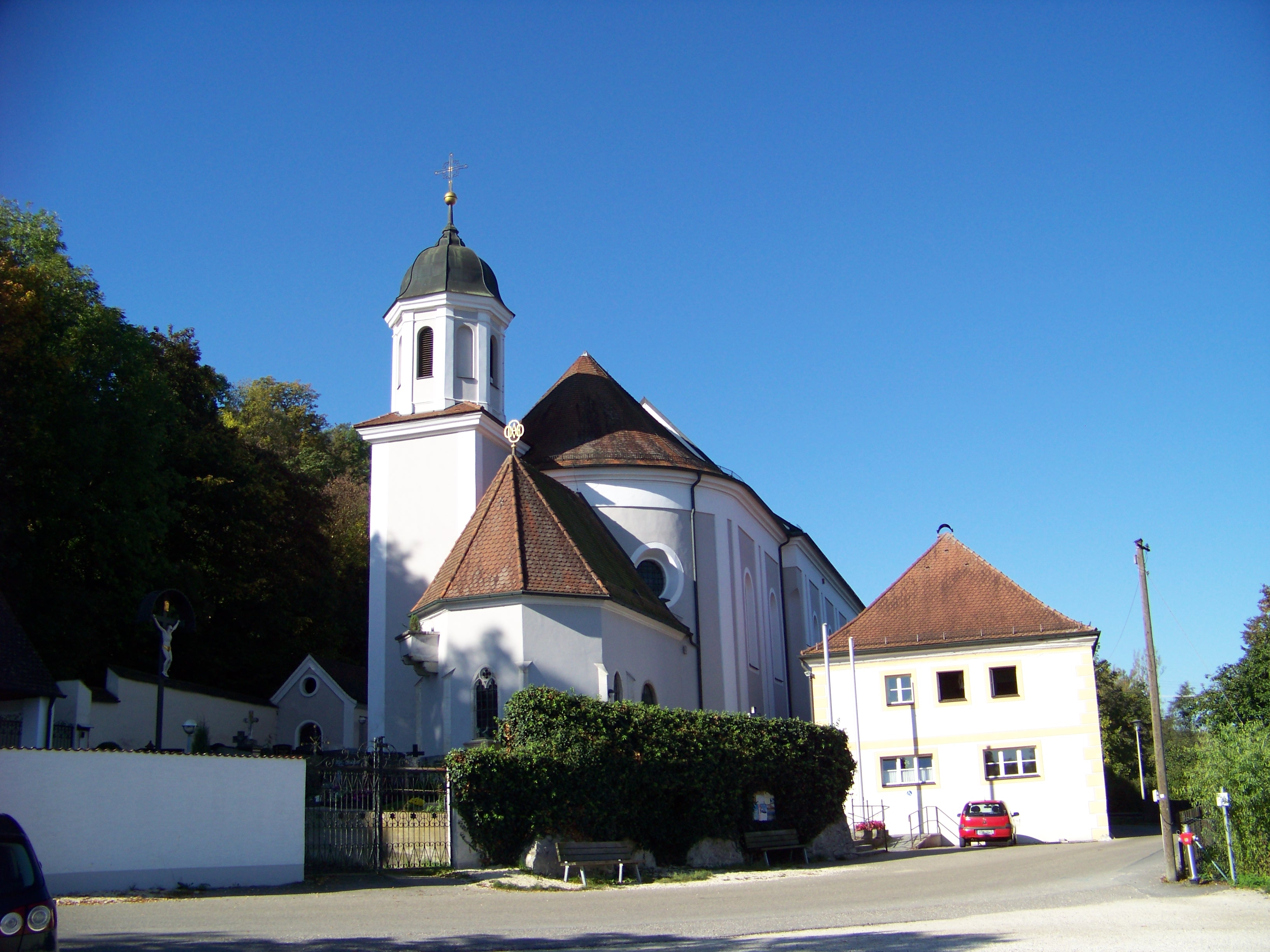
Mariä Himmelfahrt in Mariaort

Die Wallfahrtskirche Mariä Himmelfahrt ist eine barocke Saalkirche im Ortsteil Mariaort von Sinzing im Oberpfälzer Landkreis Regensburg. Sie gehört als Filialkirche zur katholischen Pfarrei St. Wolfgang in Eilsbrunn im Dekanat Laaber im Bistum Regensburg.

## Geschichte

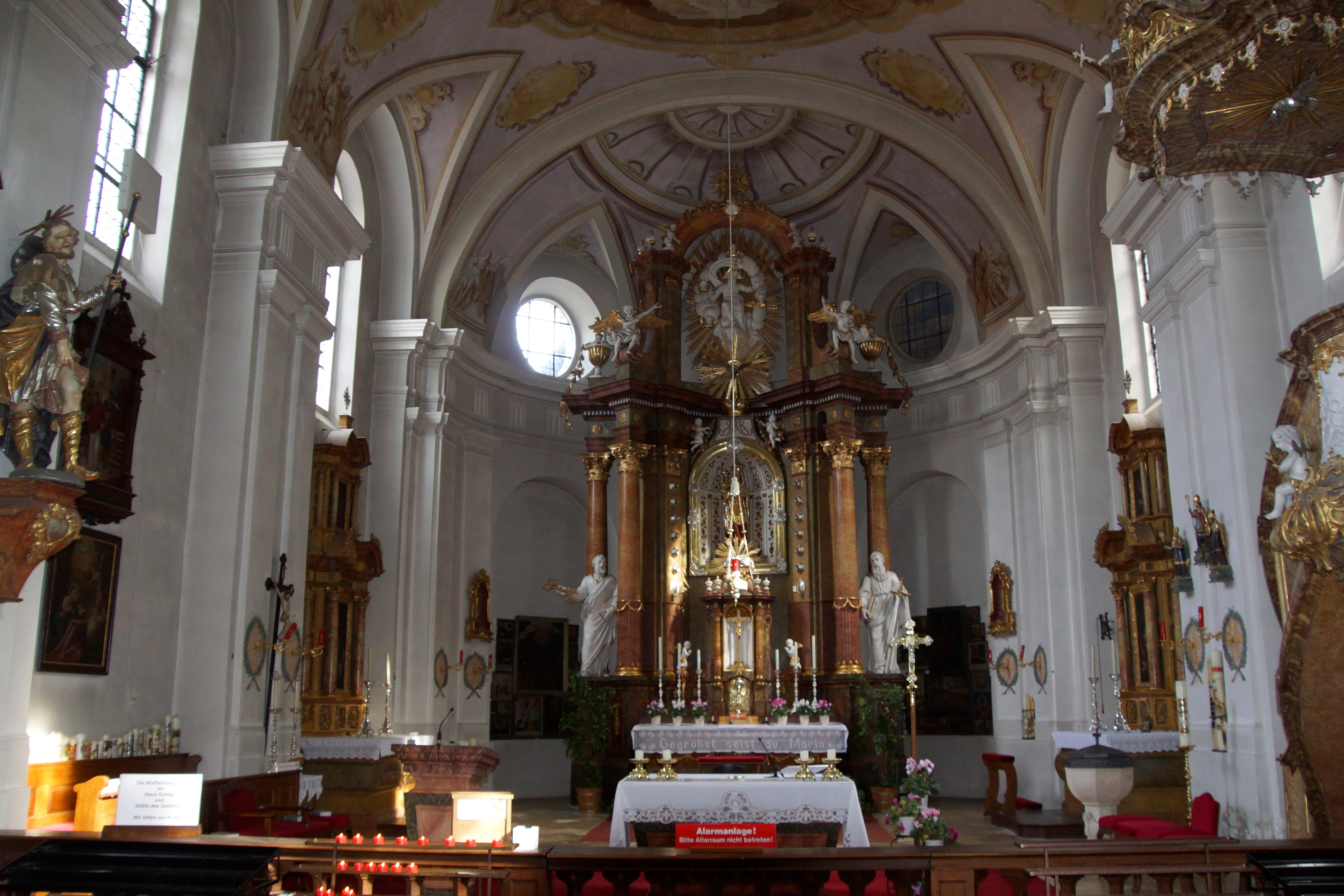
Innenansicht nach Osten

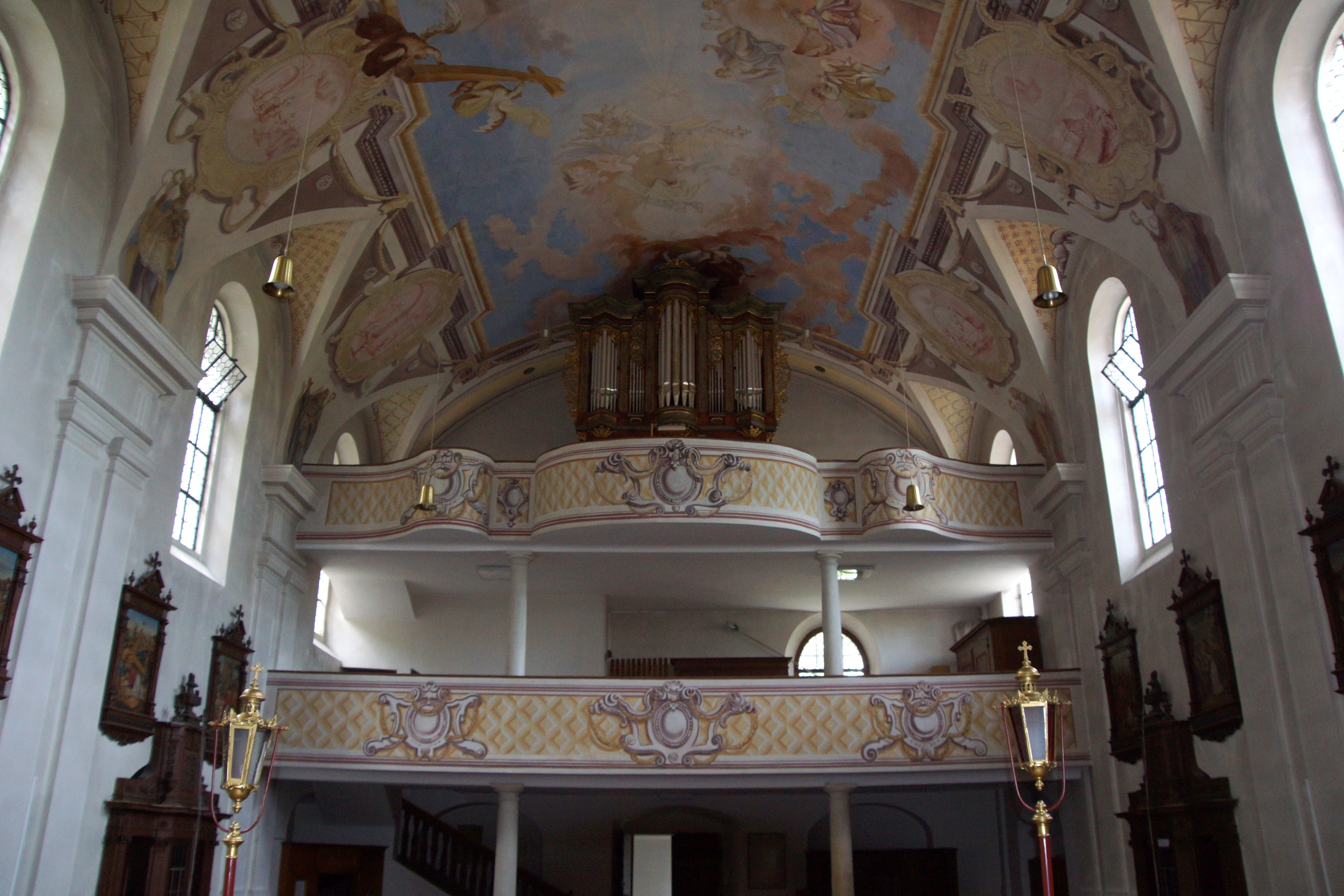
Innenansicht nach Westen

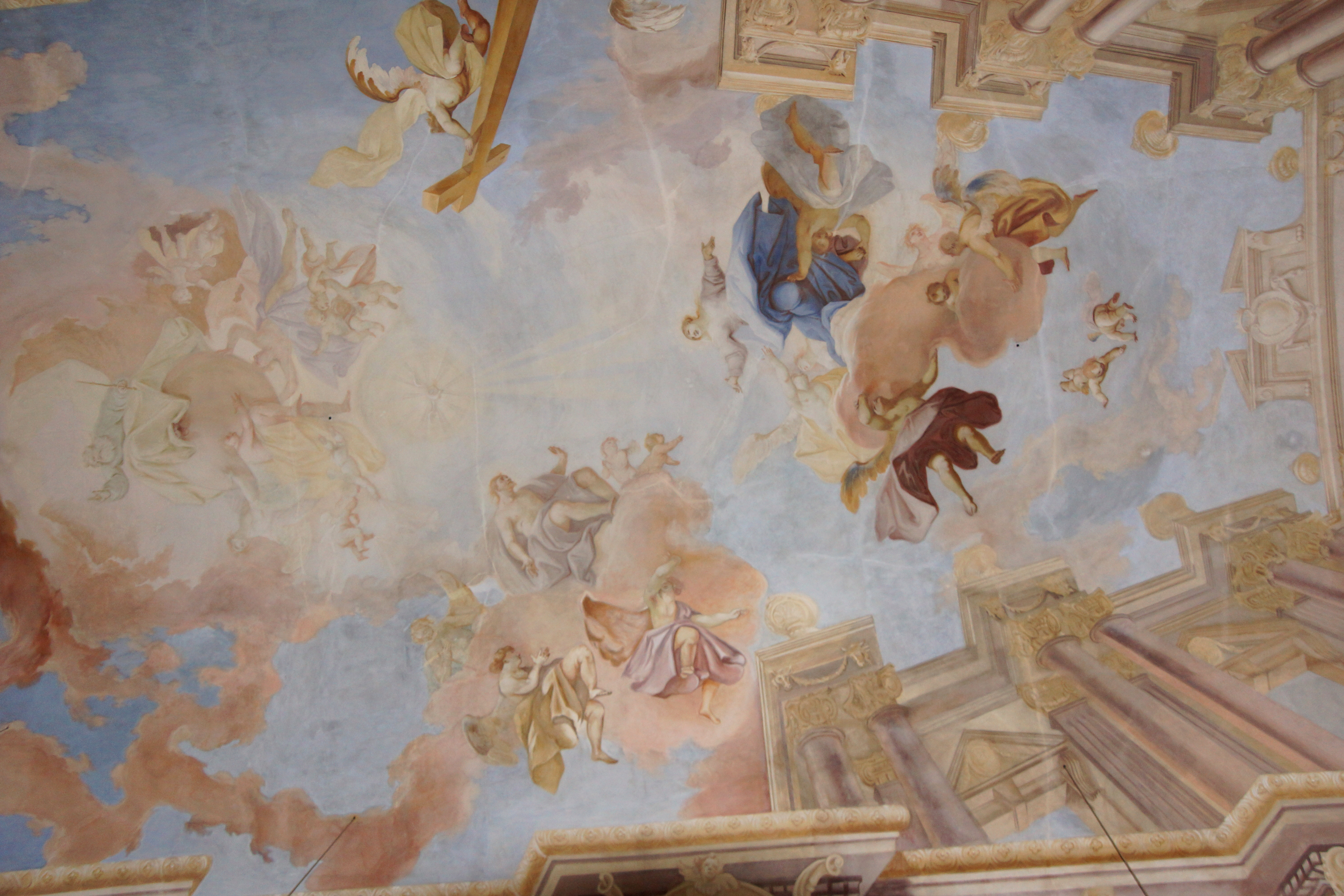
Deckengemälde

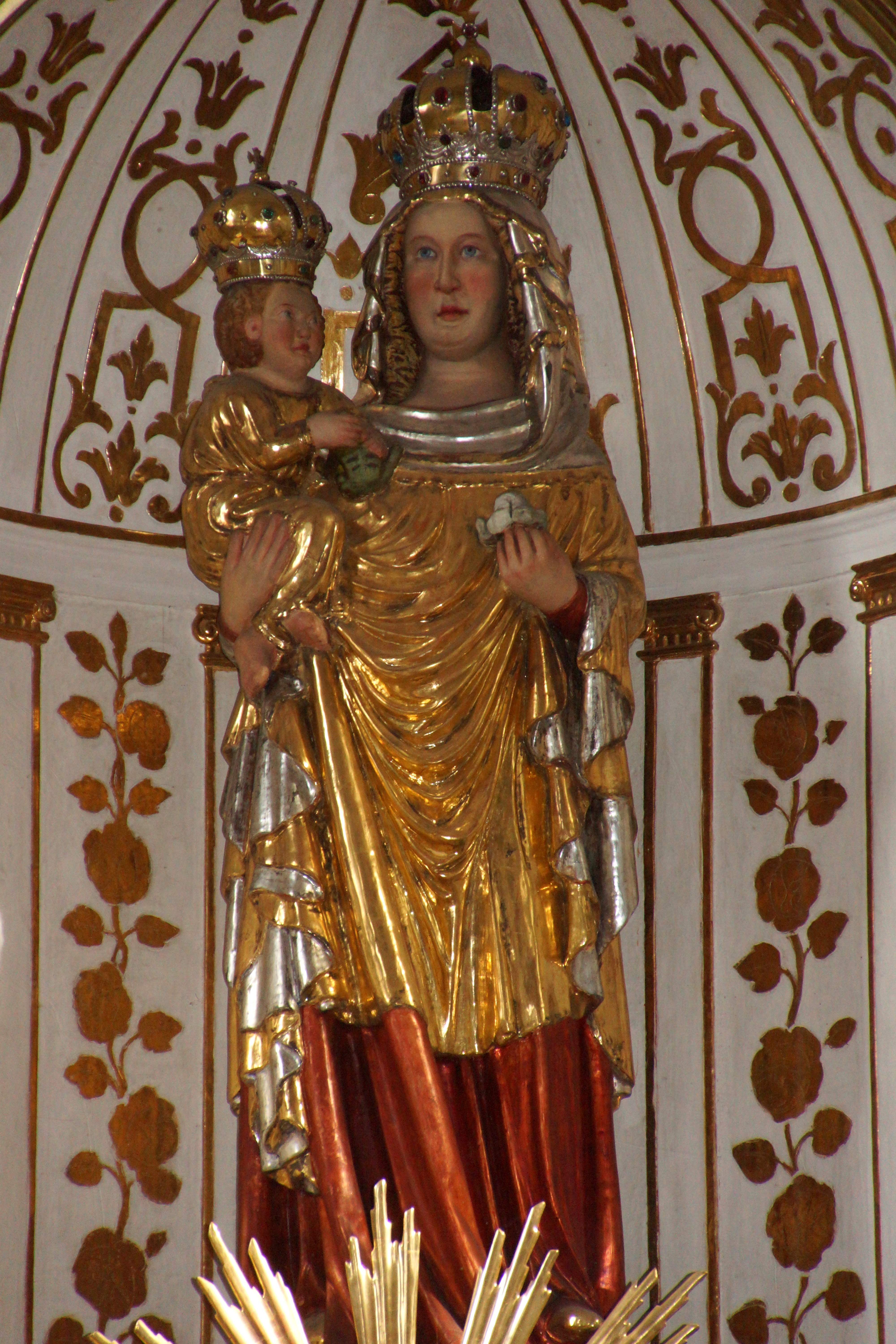
Gnadenbild

Die unmittelbar an der Mündung der Naab in die Donau auf einer schmalen Landzunge gelegene Kirche wurde erstmals 1352 als Marienkirche erwähnt. Sie gehörte früher zum Kloster St. Emmeram in Regensburg und war im 17./18. Jahrhundert Ziel einer blühenden Wallfahrt. Das Gnadenbild, das nach der Legende in der Zeit der oströmischen Bilderstürme um das 8. Jahrhundert bei Konstantinopel ins Meer geworfen worden war, soll auf einer Wacholderstaude stromaufwärts hier angetrieben worden sein. An der Sakristei ist ein Kragstein mit der legendären Staude angebracht. Nach der Legende haben außerdem Engel das Baumaterial für die Kapelle herangetragen.
In den Jahren 1774–1776 wurden Chor und Langhaus neu erbaut und durch Matthias Schiffer ausgemalt. Nach dem Zweiten Weltkrieg wurde das Bauwerk 1952 wiederhergestellt, wobei die Fassung teilweise übermalt wurde. Weitere Restaurierungen wurden in den Jahren 1984 (Restaurierung der gesamten Raumschale und Gewölbezone), 1989/1990 Renovierung der Inneneinrichtung (Altäre, Kanzel und Chorgestühl) und 1998/1999 (Fassade) vorgenommen.

## Architektur
Der von der spätgotischen Kirche erhaltene Chor wurde als Sakristei im Neubau wiederverwendet. Der Chor endet im Dreiachtelschluss und zeigt Maßwerkfenster nach Osten. Der auf der Südseite des gotischen Chores angeordnete Turm hat ein quadratisches Geschoss aus dem Mittelalter und trägt einen oktogonalen Aufsatz aus dem 18. Jahrhundert mit Welscher Haube. Der spätbarocke Chorneubau ist aus der Achse des mittelalterlichen Chors gerückt, mit Segmentbogen im Osten abgeschlossen und außen wie das Langhaus mit Lisenen gegliedert.
Im Innern ist das Bauwerk eine weiträumige Saalkirche mit eingezogenem Chor. Charakteristisch ist die Wandgliederung durch Doppelpilaster und ein klassizistisch geformtes Gebälk. Die Chorwand ist seitlich konkav ausgerundet, der Chorbogen ist mit Mulden versehen. Das Innere wird durch ein Tonnengewölbe mit Stichkappen abgeschlossen. Im Westen ist eine doppelgeschossige Empore eingebaut.
Die Deckenmalereien wurden um das Jahr 1774 durch Schiffer geschaffen. Jochübergreifende Bildfelder zeigen in barockem Illusionismus Stand- und Sitzfiguren, gemalte Stuckrahmen und -kartuschen sowie Medaillons in monochromer Malerei. Im Chor ist die Auffindung des Gnadenbildes im Fluss dargestellt, ergänzt durch Szenen nach der Legende in den Medaillons. Im Langhaus ist die Himmelfahrt Mariä gezeigt, die Kartuschen stellen Ereignisse aus der Geschichte der Wallfahrt dar.

## Ausstattung
Der Hauptaltar ist ein stattlicher viersäuliger Aufbau von 1774 aus der Übergangszeit vom Rokoko zum Klassizismus. In einer Nische ist das steinerne Gnadenbild der Muttergottes aus der zweiten Hälfte des 14. Jahrhunderts aufgestellt, dessen Fassung und Krone später verändert wurden. Seitlich sind überlebensgroße, weiß gefasste Figuren der Heiligen Petrus und Paulus angeordnet. Im Altarauszug ist Gottvater in der Glorie dargestellt.
Im Chor sind weiter Nebenaltäre aus der Mitte des 17. Jahrhunderts aufgestellt, deren Altarblätter die Anbetung der Könige und die Anbetung der Hirten zeigen. Die Seitenaltäre in Nischen am Übergang zum Chor werden Simon Sorg zugeschrieben, wurden um 1776–1780 geschaffen und sind mit Schnitzfiguren der Heiligen Sebastian und Joseph versehen. 
Die Kanzel von 1775 im Stil des Spätrokoko wird Joachim Anton Pfeiffer aus Prüfening zugeschrieben, dem Nachfolger von Franz Anton Neu. Am Kanzelkorb sind Reliefbilder des Sämanns und des Guten Hirten zu sehen, an der Rückwand der Fischzug Petri. Eine Figur des heiligen Augustinus bekrönt den Schalldeckel. Schließlich sind noch frühklassizistische, geschnitzte Beichtstühle zu erwähnen. Die Orgel ist ein Werk von Martin Binder aus dem Jahr 1897 mit 13 Registern auf zwei Manualen und Pedal.